# Ванцоне-кон-Сан-Карло
Ванцоне-кон-Сан-Карло (італ. Vanzone con San Carlo, п'єм. Vanzon e San Carl) — муніципалітет в Італії, у регіоні П'ємонт,  провінція Вербано-Кузіо-Оссола.
Ванцоне-кон-Сан-Карло розташоване на відстані близько 580 км на північний захід від Рима, 105 км на північ від Турина, 34 км на захід від Вербанії.
Населення — 414 осіб (2014).
Щорічний фестиваль відбувається 15 серпня (San Rocco). Покровитель — 25 novembre (Santa Caterina da Siena).

## Демографія
Населення за роками:

Станом на 1 січня 2023 року в муніципалітеті офіційно проживало 12 іноземців з 7 країн, серед них 1 громадянин країн Євросоюзу та 4 громадяни України.